# Carletto Veronese

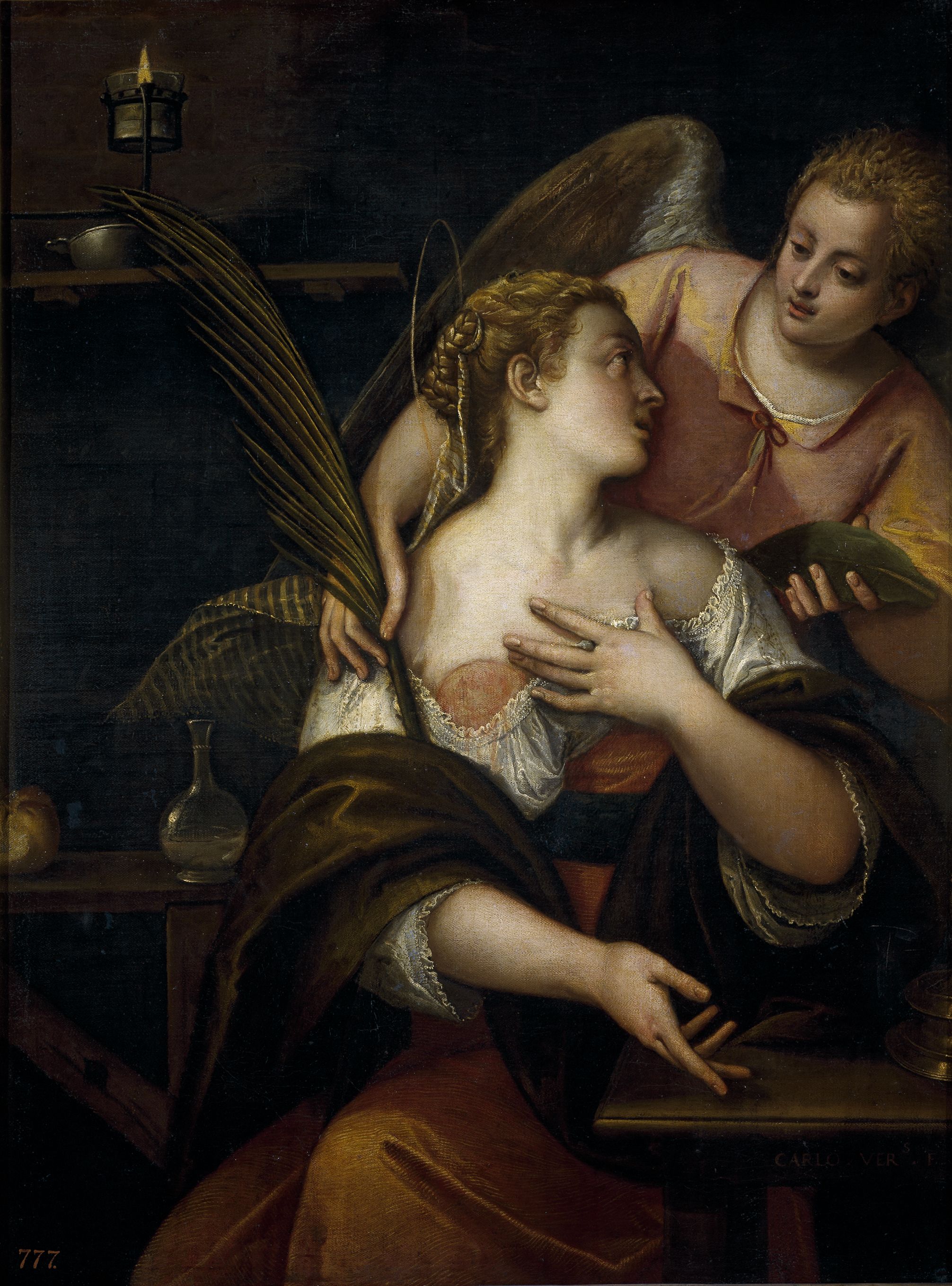
Santa Águeda, firmado CARLO VER^{S}. F., óleo sobre lienzo, 115 x 86 cm, Madrid, Museo del Prado.

Carlo Caliari, conocido como Carletto Veronese (Venecia, 1570–1596), fue un pintor renacentista italiano, hijo de Pablo Veronés.
Segundo hijo del Veronés, bautizado en Venecia el 20 de julio de 1570, completó su formación, según Carlo Ridolfi, en el taller de los Bassano. Carletto continuó el estilo paterno y pudo completar algunos de sus trabajos después de heredar, junto con su tío Benedetto y su hermano mayor Gabriele, la numerosa colección de bocetos y dibujos dejada por su padre, lo que dificulta delimitar la parte que le corresponde en la abundante producción del taller que, muerto el Veronés en 1588, siguió funcionando con el título de «haeredes Pauli». Pero, siendo el más dotado de los herederos, fue también capaz de crear, a pesar de su muerte prematura, un estilo propio atendiendo a los detalles y al paisaje conforme a lo aprendido con Francesco Bassano, sin abandonar la elegancia del estilo paterno.
Obras firmadas son San Agustín entregando la regla a los canónigos lateranenses, que se dice la mejor obra del pintor, conservada en la Galería de la Academia de Venecia a la que también pertenecen, un Cristo con la cruz y la Verónica y una Resurrección de Lázaro, una Virgen con santos en gloria en los Uffizi de Florencia y un Martirio de santa Julia en el Castello Sforzesco de Milán, documentado en 1595.
Diversas obras relacionadas con Carletto, con atribución al padre o como copias, llegaron a España, algunas ya en el siglo XVI. El Museo del Prado conserva una Santa Águeda procedente del Monasterio de El Escorial a donde llegó en julio de 1593, donada por Felipe II. Obra firmada, los tipos humanos de la santa y del ángel que la conforta derivan del Veronés, como ya advirtiera el padre Sigüenza en su descripción del monasterio, pero el empleo matizado de las luces y sombras y los detalles ornamentales son de los Bassano. También se han puesto en relación con Carletto entre las obras propiedad del Museo del Prado, La Virgen y el Niño con santa Lucía y un santo mártir, que estuvo atribuida al padre y recientemente se ha atribuido también al tío, un San Jerónimo en el desierto procedente como la Santa Águeda de El Escorial y depositado en el Museo de Gerona, réplica de un lienzo del mismo asunto atribuido al padre que se conserva en Washington, National Gallery of Art, y un Juicio de Paris, depositado en el Museo de Pontevedra, composición de la que existe otra versión en Lewisburg (Pensilvania) con atribución a Carletto. Además, se conservan en el monasterio de El Escorial una Sagrada Familia con san Juanito, atribuida a Carletto ya en el siglo XVII por el padre Francisco de los Santos, que encontraba en ella la misma mano de la Santa Águeda, con la que pudo ingresar en el monasterio, un Descendimiento del que el padre Santos decía que «se le conoce la mano, en lo primoroso de la execución», y una Adoración de los Reyes Magos, copia de un original de Veronés (Milán, Pinacoteca di Brera), que también pudiera ser suya.